# Antonio Guízar y Valencia
Antonio Guízar y Valencia (n. Cotija, Michoacán, México, 28 de diciembre de 1879-f. México, D.F., 4 de agosto de 1971) fue un religioso cátolico mexicano, último  obispo y primer arzobispo de Chihuahua.

## Biografía

### Infancia y educación
Antonio Guízar y Valencia nació en la ciudad de Cotija, Estado de Michoacán, el 28 de diciembre de 1879. Falleció en la Ciudad de México el 7 de agosto de 1971. Sus restos descansan en la cripta de la Catedral de Chihuahua. Fueron sus padres Prudencio Guízar y Natividad Valencia, y fue hermano de San Rafael Guízar y Valencia, obispo de Veracruz. Realizó sus primeros estudios en Cotija, y en la misma ciudad ingresará al Seminario; auxiliar del correspondiente seminario Conciliar establecido en Zamora al que ingresará para realizar sus estudios de Filosofía y Teología.

### Vida sacerdotal
Se le confirió el presbiterado el 7 de marzo de 1903. Desplegó una actividad pastoral inaudita, creando, entre otras cosas, una Congregación de Sacerdotes Misioneros llamados Esperancistas. Pero la Congregación fue suprimida en 1910. En Roma se doctora en Teología y Derecho Canónico, títulos que recibió de la Universidad Gregoriana y el doctorado en Filosofía lo obtiene en la Academia de Santo Tomás de Aquino. Emprende su regreso a México en 1913 y es nombrado catedrático del seminario de Zamora en 1919 es nombrado rector del mismo. El papa Benedicto XV, lo eligió obispo de Chihuahua, el 30 de julio de 1920 y fue consagrado el 30 de enero de 1921 por San Rafael Guízar y Valencia. 
Mons. Guízar Valencia tuvo que sufrir junto con la diócesis dos largos decenios: primero, la persecución religiosa de 1926-1929 y, después, en los años 30, la persecución impulsada por los sucesores de Calles y el cardenismo. Es decir, los primeros veinte años fueron de supervivencia, "en los que bien faltó una próspera vida católica, esa carencia se vio compensada con valiosos testimonios de fe, que dieron muchos sacerdotes y laicos, hasta llegar al ejemplo máximo del martirio de San Pedro de Jesús Maldonado, que murió en 1937.
Mons. Guízar Valencia enfrentó la persecución religiosa de una manera más sensata y madura que algunos de los obispos. Cuando ellos firmaron el documento para la suspensión de cultos y apoyando a los cristeros, Mons. Guízar Valencia no firmó. No apoyó a ningún grupo violento, y esto dejó el camino abierto para que al finalizar la persecución tuviera una buena relación con el estado. La Iglesia tuvo así mejores condiciones que en otros lugares donde sí hubo guerra cristera.
Después de 1940 tuvo aún más de veinte años para reconstruir una Iglesia que terminó muy maltrecha después de la persecución. Así, volvieron los sacerdotes exiliados, se reabrió el Seminario, se erigieron nuevas parroquias, surgieron nuevos colegios religiosos e instituciones que vinieron a dinamizar la vida de los laicos. El acto simbólico con el que comenzó este nuevo periodo de reconstrucción fue la realización del I Congreso Eucarístico Diocesano, en junio de 1941.
Mons. Guízar y Valencia dejó una diócesis consolidada, entregó el Seminario organizado, con él, la diócesis recobró la vitalidad y alcanzó un grado de actividad pastoral que no había tenido antes; se preocupó por la formación del clero y por la acción de los movimientos de seglares; promovió con un juicio muy certero a los obispos que han surgido de Chihuahua, como Mons. Francisco Espino Porras, Mons. Adalberto Almeida y Merino y Mons. Manuel Talamás Camandari.
También propició el surgimiento de nuevas diócesis dentro del Estado.
Debido a su precaria salud y a su avanzada edad, Mons. Guízar Valencia obtuvo su retiro de la diócesis en 1962. No obstante, continuó siendo el arzobispo titular de Chihuahua hasta el 8 de septiembre de 1969, día en que Mons. Adalberto Almeida y Merino tomó posesión de la diócesis. Mons. Guízar y Valencia, forjador de la diócesis.